# Castello-di-Rostino
Castello-di-Rostino est une commune française située dans la circonscription départementale de la Haute-Corse et le territoire de la collectivité de Corse. La commune portait le nom de Pastoreccia-di-Rostino jusqu'en 1857 et sa fusion avec la commune de Frasso. Elle appartient à l'ancienne piève de Rostino.

## Géographie
Les communes limitrophes sont Lento, Bisinchi, Canavaggia, Morosaglia, Ortiporio et Valle-di-Rostino.

### Situation
Castello-di-Rostino est une commune de Haute-Corse de l'ancienne piève de Rostino. Elle est située sur la rive droite du Golo, dans sa moyenne vallée, au nord-ouest de la Castagniccia.
Communes limitrophes

### Géologie et relief
Castello-di-Rostino est une commune de l'en « deçà des monts » (Cismonte en langue corse) ou Corse schisteuse au nord-est de l'île, dans le prolongement de l'arête schisteuse du Cap Corse qui se poursuit avec le massif du San Petrone et se termine au sud de la Castagniccia.
Son territoire occupe tout le vallon du ruisseau d'Acqua Fredda, un affluent (rd) du Golo. Il est orienté SE - NO depuis son point le plus haut, Funtana di Tre Occhi à u Tango à environ 1 200 m d'altitude, à moins de 500 m « à vol d'oiseau » au NO de la Punta di San Paolo, jusqu'au lit du Golo son point le plus bas (142 m) au nord de Ponte-Novu.

### Hydrographie
Le Golo traverse la partie occidentale de la commune, soit la plus basse de son territoire. Au cours de cette traversée, le fleuve reçoit les eaux de son affluent, le ruisseau d'Acqua Fredda.
Le bassin versant du ruisseau d'Acqua Fredda comprend également les petits vallons de ses affluents, les ruisseaux de Maccioco, de Vallaloio et de Castagniccia pour les plus importants.

### Climat et végétation
Le tapis végétal de la commune qui a souffert de nombreux et importants incendies au siècle dernier, présente dans sa partie basse un maquis clairsemé de chênes-lièges. Plus haut, à partir de la chapelle San Lorenzo en bordure de la route D 15a reliant le village à Ponte-Novu, le sol est couvert d'une végétation arborescente avec des chênes (chênes verts, chênes-lièges et chênes blancs), des oliviers, des pins et des châtaigniers aux abords des lieux habités.

### Voies de communication et transports

#### Accès routiers

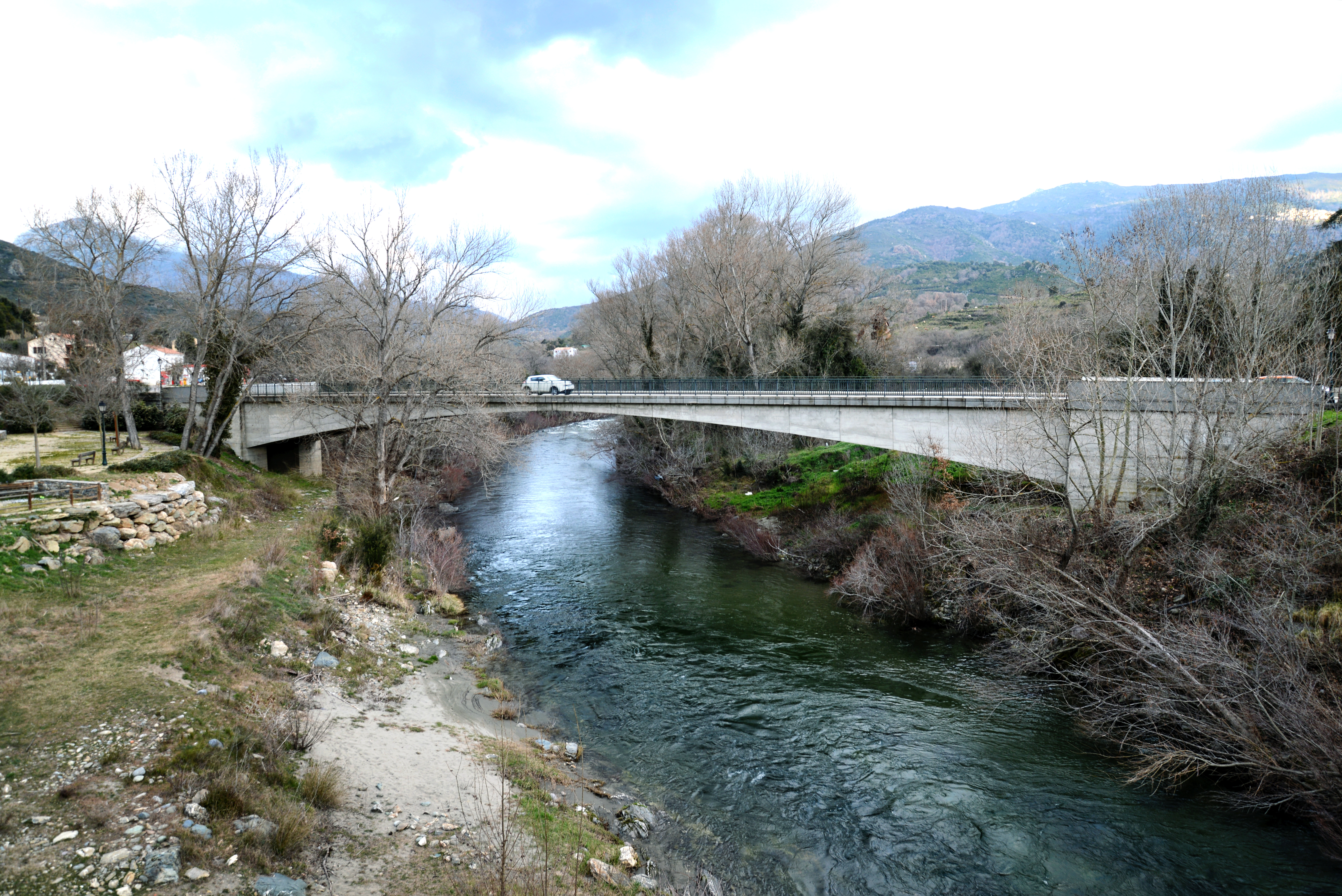
Pont de la RN 193 sur le Golo.

Castello-di-Rostino est située à 38 km de Bastia à partir de l'agglomération de Ponte-Novu.
La commune est traversée par la RN 193 qui longe et traverse le Golo à Ponte-Novu. Tout proche du pont, face à l'ancien pont génois détruit, se trouve sa jonction avec la route D 115 menant à Bisinchi.

Depuis la RN 193, à hauteur de la gare, part la route D15a qui donne l'accès direct aux autres villages et hameaux de Castello-di-Rostino.
Plus au sud de la gare, se situe la jonction de la RN 193 avec la route 615 qui conduit à Valle-di-Rostino.
Enfin, tous ces villages en hauteur sont reliés entre eux par la D15b.
Ponte-Novu dispose d'une station-service et d'un distributeur de carburant.

#### Accès ferroviaire
Castello-di-Rostino est desservie par la ligne Bastia - Ajaccio des Chemins de fer de Corse, avec une gare à Ponte-Novu.

## Urbanisme

### Typologie
Au 1er janvier 2024, Castello-di-Rostino est catégorisée commune rurale à habitat dispersé, selon la nouvelle grille communale de densité à sept niveaux définie par l'Insee en 2022.
Elle est située hors unité urbaine. Par ailleurs la commune fait partie de l'aire d'attraction de Bastia, dont elle est une commune de la couronne,. Cette aire, qui regroupe 93 communes, est catégorisée dans les aires de 50 000 à moins de 200 000 habitants,.

### Occupation des sols
L'occupation des sols de la commune, telle qu'elle ressort de la base de données européenne d’occupation biophysique des sols Corine Land Cover (CLC), est marquée par l'importance des forêts et milieux semi-naturels (84,4 % en 2018), néanmoins en diminution par rapport à 1990 (94,1 %). La répartition détaillée en 2018 est la suivante : 
forêts (50,3 %), milieux à végétation arbustive et/ou herbacée (28,1 %), zones agricoles hétérogènes (15,6 %), espaces ouverts, sans ou avec peu de végétation (6 %). L'évolution de l’occupation des sols de la commune et de ses infrastructures peut être observée sur les différentes représentations cartographiques du territoire : la carte de Cassini (XVIIIe siècle), la carte d'état-major (1820-1866) et les cartes ou photos aériennes de l'IGN pour la période actuelle (1950 à aujourd'hui).

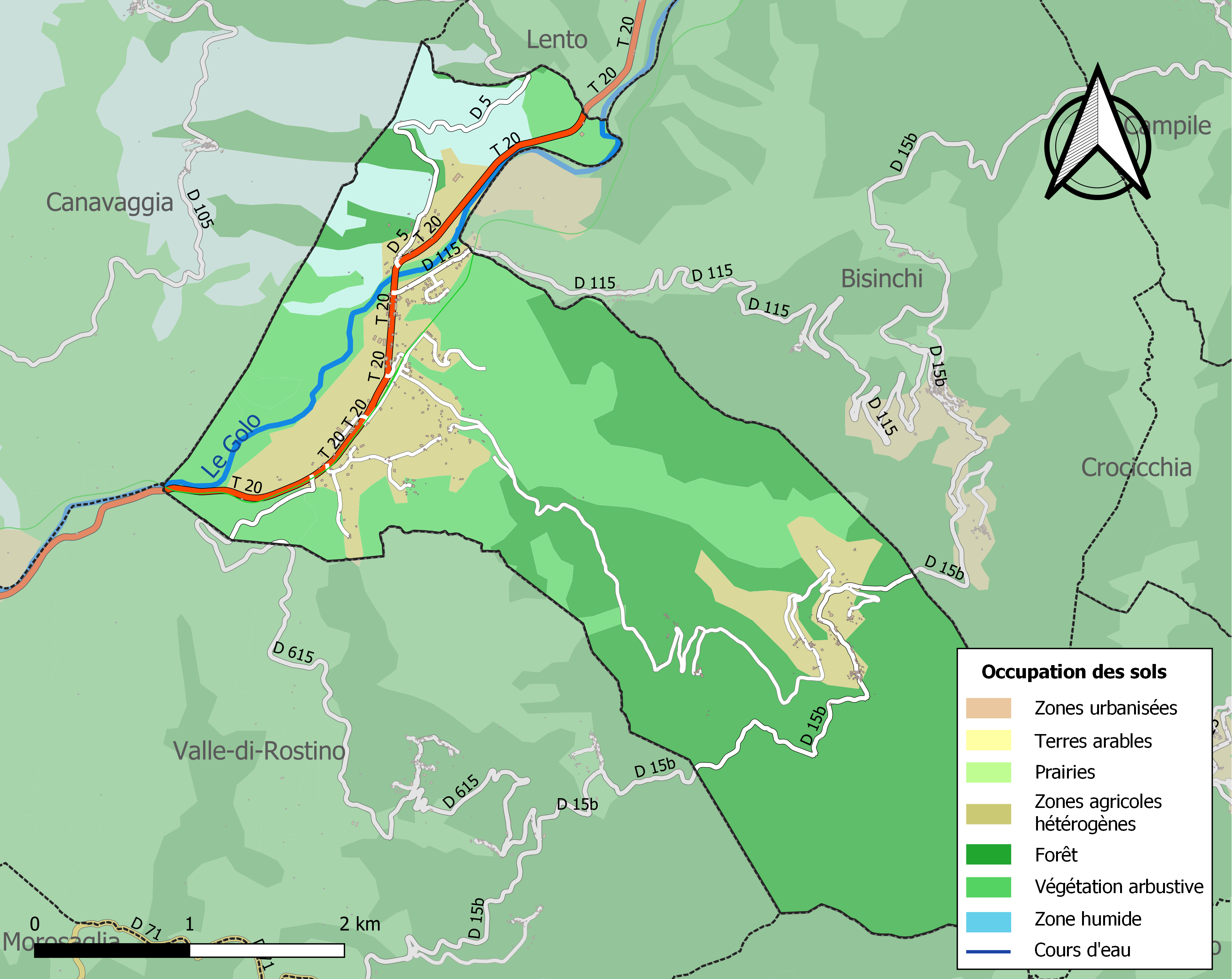
Carte des infrastructures et de l'occupation des sols de la commune en 2018 (CLC).

### Pastoreccia

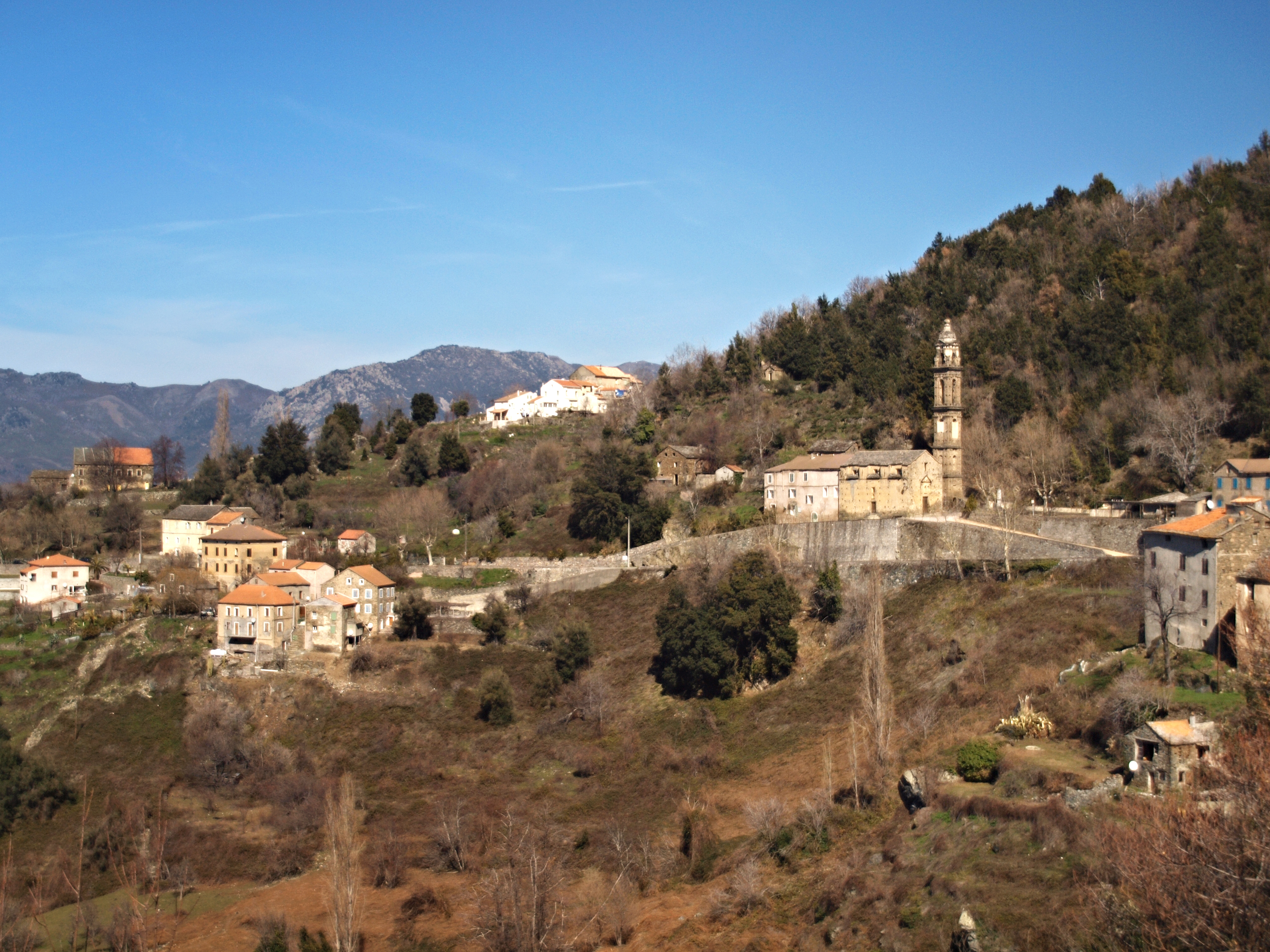
Église de l'Annonciation et le hameau de Pianu Supranu.

Pastoreccia (Pastureccia) était l'ancien nom de la commune avant sa fusion en 1857 avec la commune voisine de Frasso et s'appeler Castello-di-Rostino. Il est le plus important village de montagne communal. L'église paroissiale de l'Annonciation au haut clocher de quatre étages, bâtie au-dessus de la route D 15b qui traverse le village, se trouve à quelque 100 m au nord de Pastoreccia. Un monument aux morts a été érigé sur la place devant l'église. Malgré l'importance prise par l'agglomération de Ponte-Novu, le centre administratif (mairie) demeure à Pastoreccia, qui est par ailleurs le village natal de Dionisia Valentini, mère de Filipp'Antone Pasquale Paoli.

### Baranciasche
Baranciasche (Barinciasche) est un hameau situé une centaine de mètres au nord de la mairie et de l'église.

### Piano

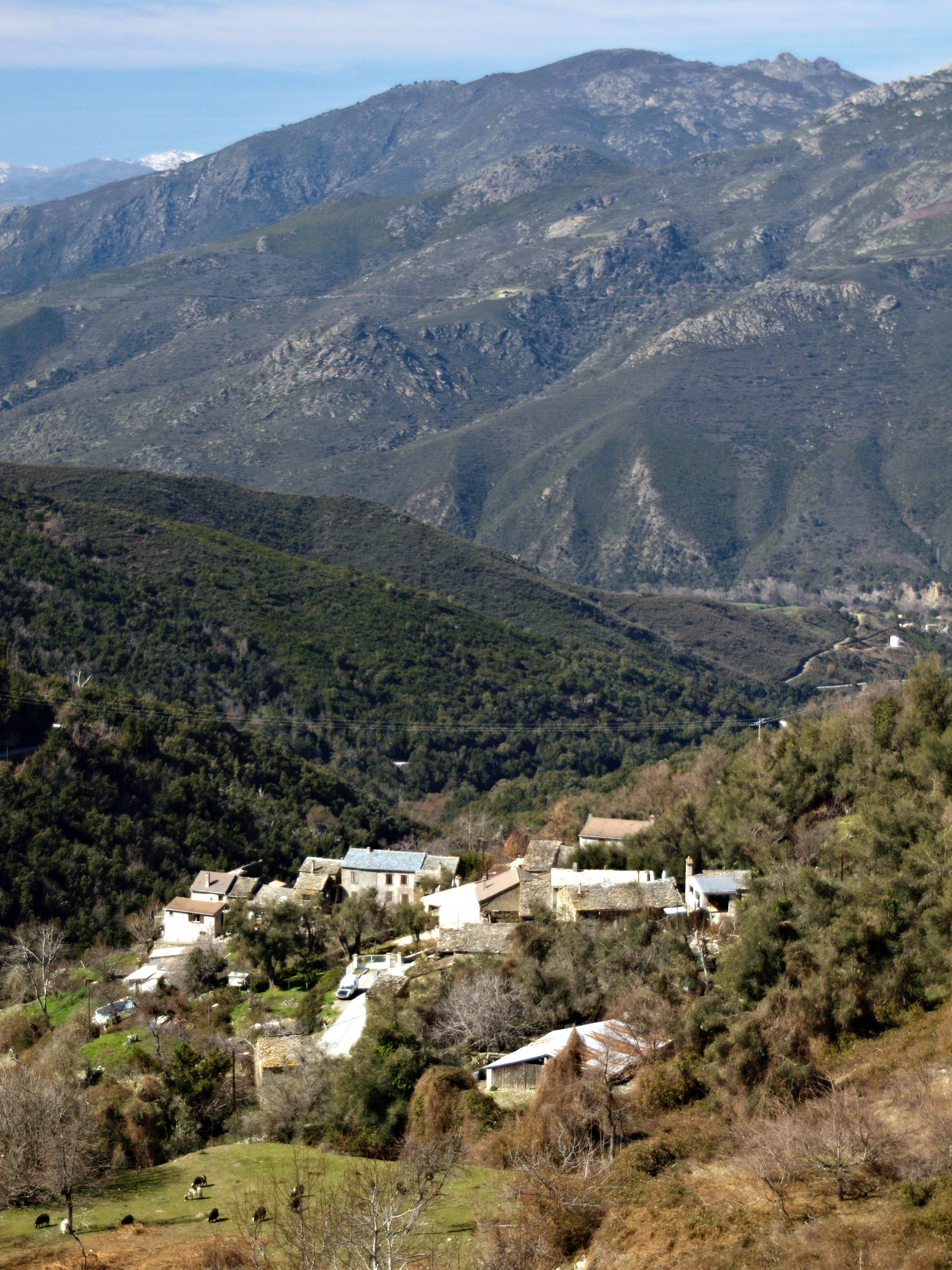
Hameau de Pianu Suttanu.

Les deux hameaux de Piano (Pianu) sont :
- Pianu Suttanu, en contrebas et à l'ouest du village de Baranciasca, traversé par la route D 15a. S'y trouve une petite chapelle.
- Pianu Sopranu, au nord de Baranciasca, desservi par la route D 15b.

### Gustalbio
Gustalbio (Gustalbiu) est un hameau surplombant Baranciasche.

### Frasso
Frasso (Frassu) était une commune à part entière jusqu'à son absorption en 1857 par Pastoreccia. Elle regroupait alors les hameaux de Frasso et Poggiola. Il est aujourd'hui un hameau isolé de la commune, situé au sud de Poggiola et auquel on accède par une route en cul-de-sac. S'y trouvent une église et un cimetière isolés.

### Poggiola
Poggiola (a Pughjola) est le premier village rencontré en venant de Ponte-Novu par la D 15a.

### Ponte Novu

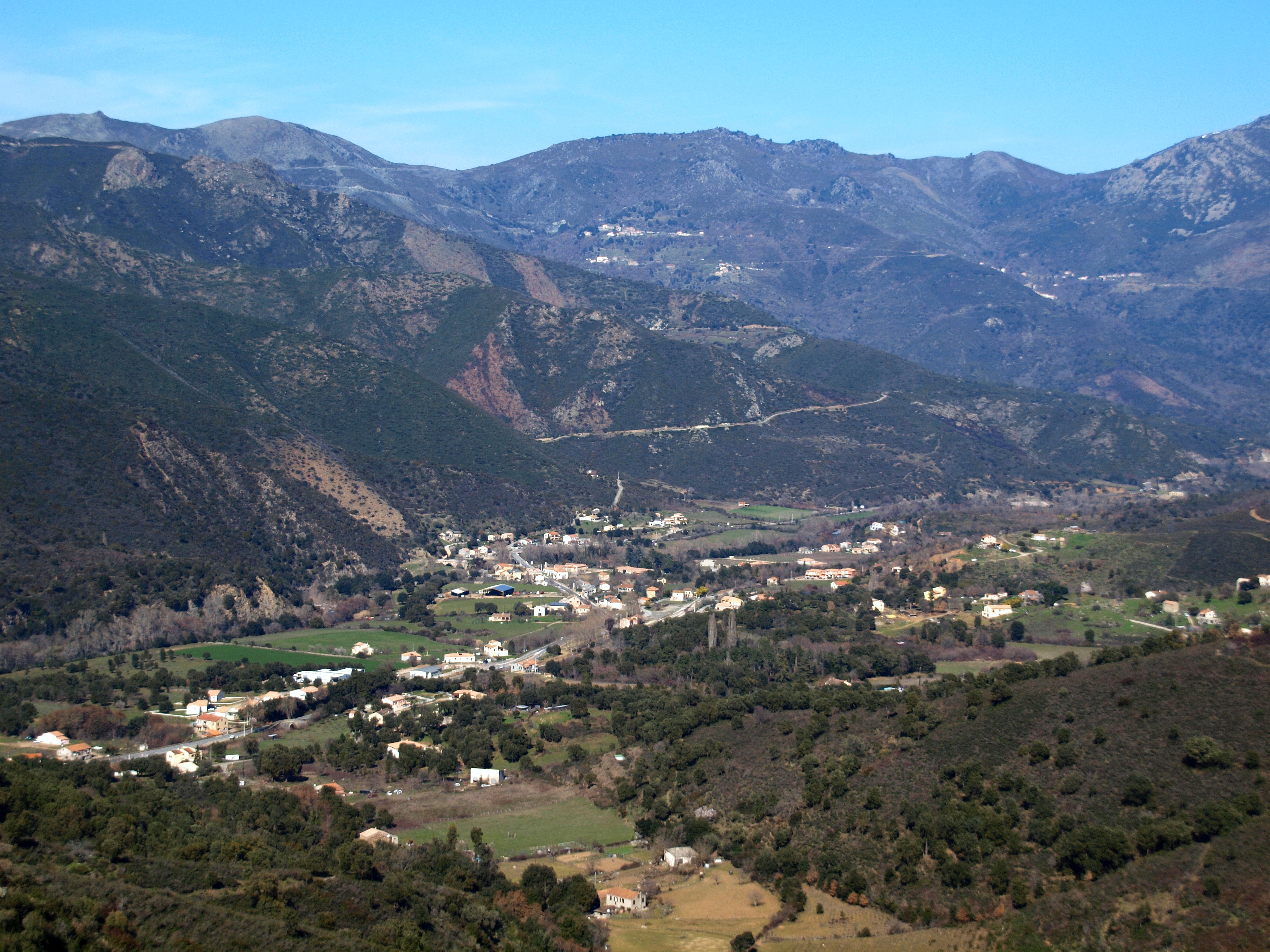
Vue de Ponte-Novu.

L'agglomération de Ponte Novu, traversée par la route nationale 193, est aussi le départ de quatre routes départementales : D 615, D 15a, D 115 et D 5, desservant les villages alentour. Nœud routier, elle s'est récemment rapidement développée avec la création de lotissements et commerces nouveaux, l'aménagement de sa traversée par la RN 193, celui du pont historique, etc. Ponte Novu est devenu le centre vital de la commune avec les principaux commerces de proximité, un bureau de la Poste et une école primaire publique.
Un monument aux morts se dresse à proximité de la jonction des routes nationale 193 et départementale 15a.

## Toponymie
Le nom corse de la commune est Pastureccia /paʃtuˈret͡ʃa/. Ses habitants sont les Pasturiccinchi.

## Histoire

### Préhistoire
Des fouilles opérées dans la pieve ont permis la mise au jour de sites préhistoriques sur des communes voisines : Castellu di Rusumini (Castineta) et E Muzzelle (Valle-di-Rostino), mais aucun à ce jour sur Castello-di-Rostino.

### Antiquité
Effectuées avec pour objectif de repérer des sites antiques dans la vallée du Golo qui était le principal axe de circulation vers l’intérieur de la Corse depuis la cité antique de Mariana, les prospections n'ont rien donné à ce jour.

### Moyen Âge
Castello-di-Rostino tire son nom d'un château médiéval qui avait été bâti sur un piton rocheux dominant la vallée du Golo. Ce château parmi tant d'autres, sera démoli en 1358 lors d'une révolte populaire dirigée par Sambucucciu d'Alandu qui chasse de leurs fiefs les seigneurs remplacés par des Caporali.

#### Les marquis de Massa
Le château à Castello-di-Rostino depuis longtemps ruiné, avait été la demeure des marquis de Massa de la lignée des Obertinghi, descendants du marquis Alberto Ruffo, qui au XIe siècle, aurait chassé les Sarrasins de Rome et contribué à la défense de la Corse. Tous les descendants d'Alberto Ruffo portaient le titre de marquis de Corse. Le fief des marquis de Massa di Corsica s'étendait sur tout l'En-deçà-des-Monts.
La révolte de leurs vicomtes les prive du Cap-Corse. Appauvris par leur accroissement, ils luttent avec peine contre leurs anciens vassaux (seigneurs de Speloncato, de Loreto, etc.).

En 1250, il leur restait encore :
- au nord les pièves de Giussani, Ostricone et Caccia ;
- en allant vers le sud-est, tout le pays compris entre les châteaux de Rostino et de Santa-Lucia qui leur appartiennent avec leur territoire ;
- à l'ouest, les pièves de Verde et de Pietra-Pola, prolongement au nord et au sud de la plage d'Aléria, sur une longueur de soixante mille environ[10].

En 1072 les marquis de Massa avaient aidé les Da Furiani qui n'avaient que Furiani pour prendre Orto et Lota aux Delle Suere.
Les révolutions populaires du XIVe siècle durant lesquelles leur château de San-Colombano fut incendié par le peuple, ne ruinèrent pas leurs privilèges féodaux. Après le mouvement communal de Sambucucciu d'Alandu, ils continuent à faire des donations aux églises et à guerroyer contre leurs voisins. Cependant l'un des moins affaiblis d'entre eux, Andrea, en 1368, abandonne ses biens au monastère de San Venerio de Tiro et passe en terre ferme après avoir signé un traité avec les seigneurs de Speloncato ; il ne conservait en Corse que son château de San-Colombano qu'il avait réparé ou reconstruit.
Les derniers marquis de Massa, encore vaguement seigneurs en Corse, ont vécu en bourgeois pauvres à Pise ou à Livourne.

### Temps modernes

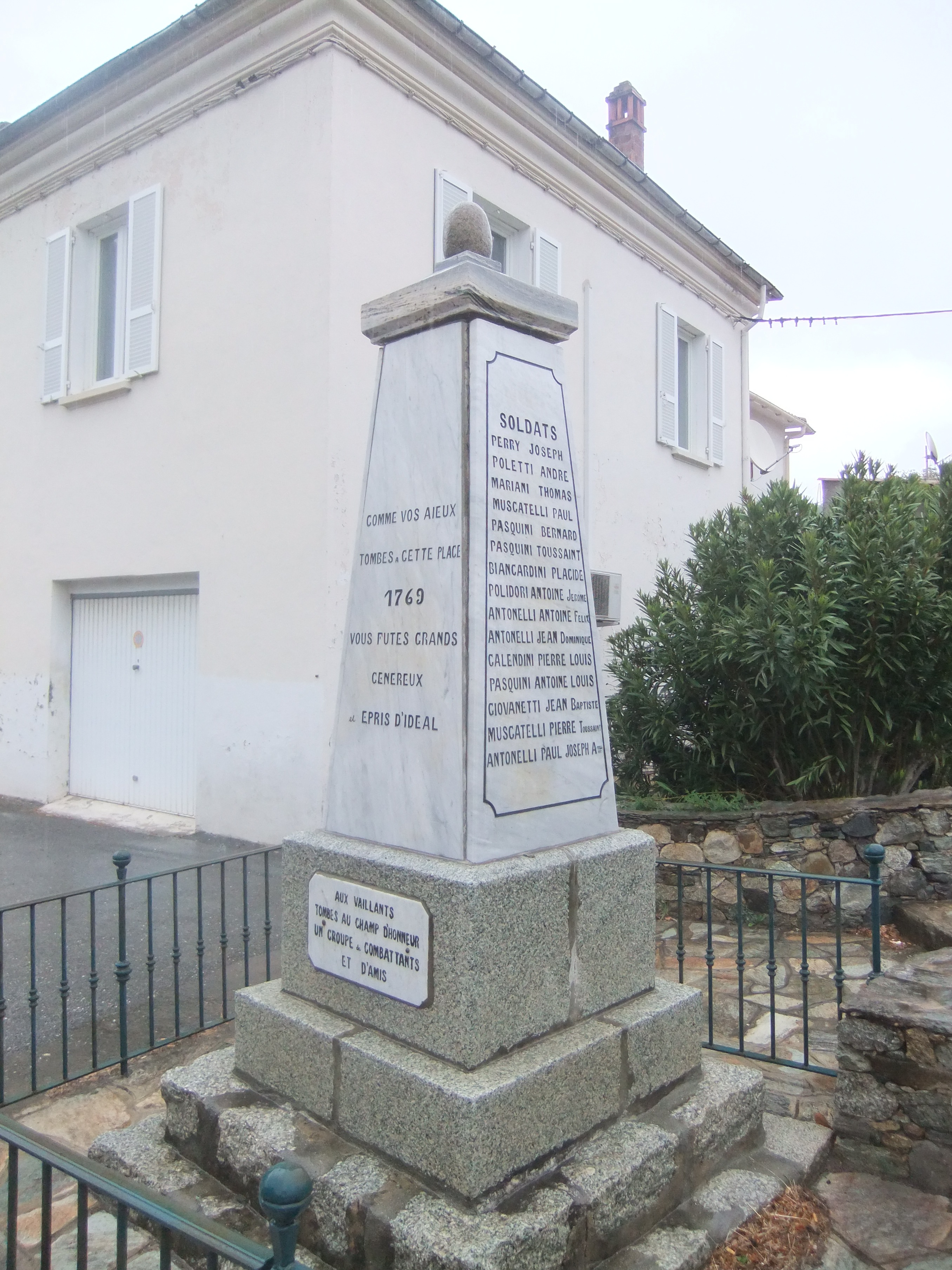
Monument aux morts à Ponte-Novu.

Au XVIe siècle, vers 1520, Castello-di-Rostino qui comptait environ 3 250 habitants, faisait partie de la piève de Rostino dans l'ancien diocèse d'Accia. Les lieux habités étaient : Saliceto, Vicinato, lo Borgo, Chiamachie, Gavignani, la Petragrossa, Castineta, Sevasi, la Terchina, la Fogatella, la Brocca, Casa Pitti, Tarlagia, lo Collo, Grate, la Valle, Frasso, Pastorechia, le Balleciasce, Piano, Caniolo, Petralata, lo Vignale, Mileto, Bisinchi, Lesca.
Au XVIIIe siècle, la piève joua un grand rôle dans la révolte des Corses contre l'occupant génois (1729-1769).
En 1789, la Corse fait partie du royaume de France. Avec la Révolution française, est créé en 1790 le département de Corse, puis en 1793, celui du Golo (l'actuelle Haute-Corse). La commune portait le nom de Pastoreccia. En 1857 Pastoreccia absorbe la commune voisine de Frasso pour devenir la commune de Castello-di-Rostino.
La piève de Rostino devient en 1790 le canton de Rostino puis, en 1828, celui de Morosaglia avant de devenir en 1973, le canton de Castifao-Morosaglia.

### Époque contemporaine
- 1954 : le canton de Morosaglia comprend les communes de Bisinchi, Castineta, Gavignano, Morosaglia, Saliceto, Valle-di-Rostino et Castello-di-Rostino qui comptait alors 424 habitants[12].
- 1971 - 1973 : le canton de Castifao-Morosaglia est créé avec la fusion imposée des anciens cantons de Castifao et Morosaglia.

## Politique et administration
| Période                                  | Période  | Identité         | Étiquette | Qualité                       |
| ---------------------------------------- | -------- | ---------------- | --------- | ----------------------------- |
| mars 2008                                |          | Antoine Orsini   | DVG       | Cadre, conseiller territorial |
| 2020                                     | En cours | Frédéric Soustre |           |                               |
| Les données manquantes sont à compléter. |          |                  |           |                               |

## Population et société

### Démographie
Castello-di-Rostino a compté jusqu'à 706 habitants en 1881.

L'évolution du nombre d'habitants est connue à travers les recensements de la population effectués dans la commune depuis 1800. Pour les communes de moins de 10 000 habitants, une enquête de recensement portant sur toute la population est réalisée tous les cinq ans, les populations de référence des années intermédiaires étant quant à elles estimées par interpolation ou extrapolation. Pour la commune, le premier recensement exhaustif entrant dans le cadre du nouveau dispositif a été réalisé en 2005.

En 2022, la commune comptait 508 habitants, en évolution de +9,25 % par rapport à 2016 (Haute-Corse : +5,15 %, France hors Mayotte : +2,11 %).
| 1800 | 1806 | 1821 | 1831 | 1836 | 1841 | 1846 | 1851 | 1861 |
| ---- | ---- | ---- | ---- | ---- | ---- | ---- | ---- | ---- |
| 218  | 393  | 446  | 443  | 439  | 437  | 490  | 521  | 645  |

| 1866 | 1872 | 1876 | 1881 | 1886 | 1891 | 1896 | 1901 | 1906 |
| ---- | ---- | ---- | ---- | ---- | ---- | ---- | ---- | ---- |
| 625  | 583  | 577  | 706  | 613  | 596  | 567  | 568  | 577  |

| 1911 | 1921 | 1926 | 1931 | 1936 | 1946 | 1954 | 1962 | 1968 |
| ---- | ---- | ---- | ---- | ---- | ---- | ---- | ---- | ---- |
| 555  | 477  | 545  | 576  | 549  | 432  | 424  | 303  | 320  |

| 1975 | 1982 | 1990 | 1999 | 2005 | 2006 | 2010 | 2015 | 2020 |
| ---- | ---- | ---- | ---- | ---- | ---- | ---- | ---- | ---- |
| 286  | 274  | 252  | 277  | 343  | 343  | 413  | 455  | 499  |

| 2022 | - | - | - | - | - | - | - | - |
| ---- | - | - | - | - | - | - | - | - |
| 508  | - | - | - | - | - | - | - | - |

### Manifestations culturelles et festivités

#### A Fiera di a Caccia e di a Pesca
C'est une foire de la Chasse et de la Pêche organisée par l’association « Rustinu in fiera » qui se tient le dernier week-end du mois de juin à Ponte-Novo, à la sortie sud de la localité, sur un terre-plein aménagé entre l'ex RN 193 et la voie ferrée. Durant deux jours, outre les exposants, se déroule une série d’animations et d’activités autour des thématiques de la chasse, de la pêche, avec la participation des gens de l’environnement (parc naturel régional de Corse, lieutenants de louveterie, etc.).

#### Le village miniature de Carriolu

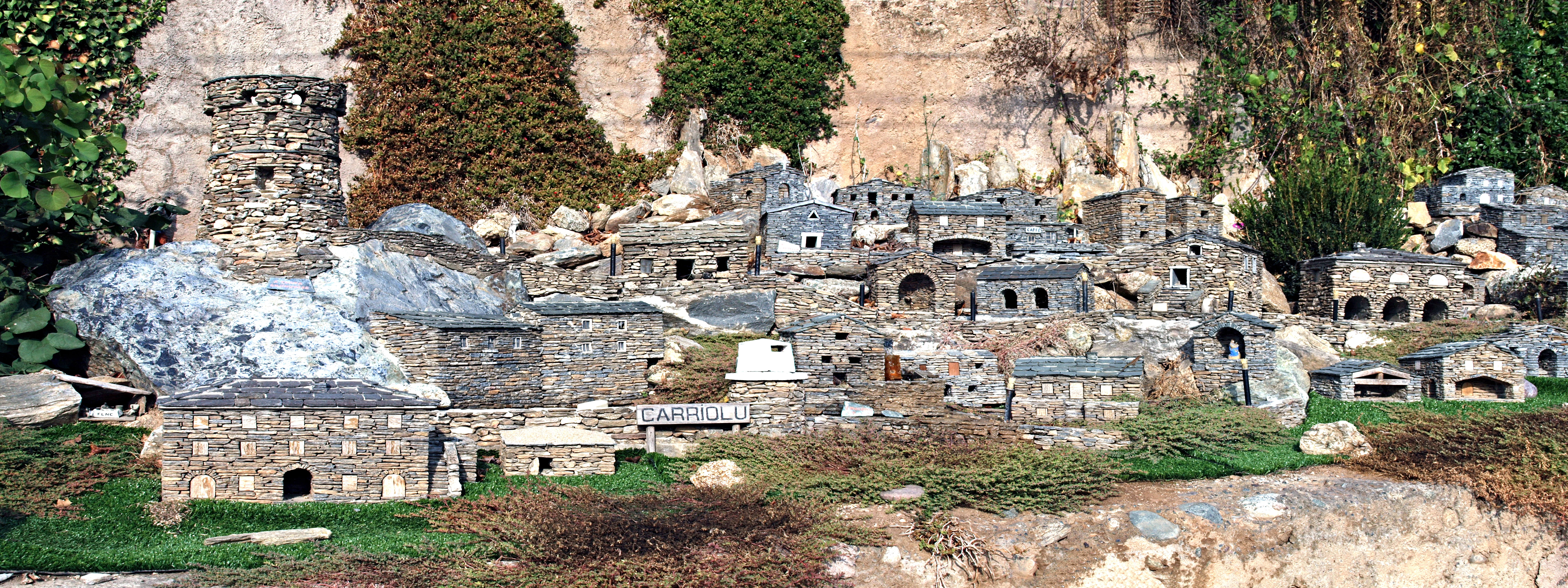
Vue de Carriolu, miniatures d'un particulier de Ponte-Novo.

Cette curiosité est l'œuvre imaginaire d'un particulier ; elle se veut la reconstitution d'un village d'autrefois, ruiné de nos jours : Carriolu. Elle est composée de constructions miniatures, toutes en pierre, et est exposée en bordure de route, au départ de la route D 5 à Ponte-Novu.

## Économie
Une fromagerie U Rustinu est installée Route de Lento voilà plus de vingt ans déjà. Ses produits à base de lait de brebis, à pâte molle et de saveur douce, les fromages u San Pedrone, u Rustinu, u Casarone, u Muntanacciu se trouvent dans toutes les grandes surfaces de l'île.

## Culture locale et patrimoine

### Patrimoine naturel
Castello-di-Rostino est concernée par deux ZNIEFF :

#### ZNIEFF Châtaigneraies et bois des versants sud et ouest du massif du San Petrone
C'est la ZNIEFF 940004202 (2e génération) qui concerne les formations boisées de 23 communes de la Castagniccia occidentale et du Bozio. La couverture forestière de ce secteur est moins homogène et morcelée en différentes unités. Les châtaigneraies constituent un élément marquant dans le paysage.

#### ZNIEFF Landes et pelouses sommitales du massif du San Petrone
La ZNIEFF 940004201 de 2e génération concerne 19 communes. Elle comprend trois unités distinctes, distribuées du nord au sud sur les crêtes du massif de San Petrone. Castello-di-Rostino se situe dans l'unité au nord du col de Prato où l'on trouve un ensemble de plateaux sommitaux et de croupes à faible pente qui culminent au Monte Compoli à 1 236 mètres.

### Lieux et monuments

#### Architecture civile

##### Pont de Ponte-Novo sur le Golo

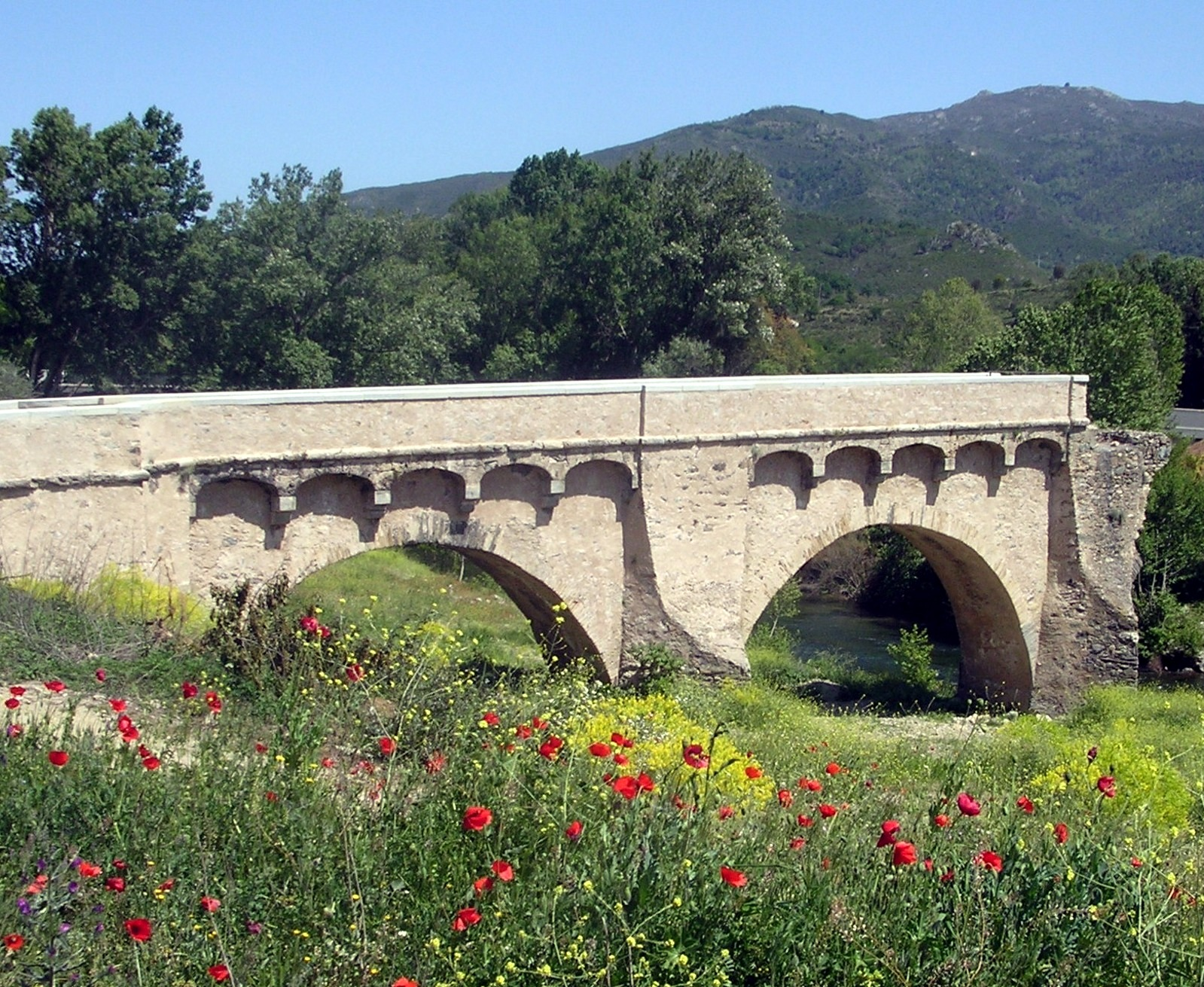
Ponte Novu : restauration actuelle.

L'ancien pont de Ponte-Novo sur le Golo fut le lieu de la bataille de Ponte-Novo qui mit fin à l'indépendance de la Corse le 9 mai 1769. Sa destruction est l'œuvre de troupes allemandes battant en retraite à la fin de la Seconde Guerre mondiale.
Ce pont historique a été restauré en 2008, et un parking attenant aménagé. L'ouvrage peut être contemplé depuis la belle esplanade A Piazza di i Naziunali. La restauration totale est programmée.
Le pont est propriété de l'État ; sa construction est attribuée aux Génois. Il est inscrit Monument historique par arrêté du 20 juillet 1928.

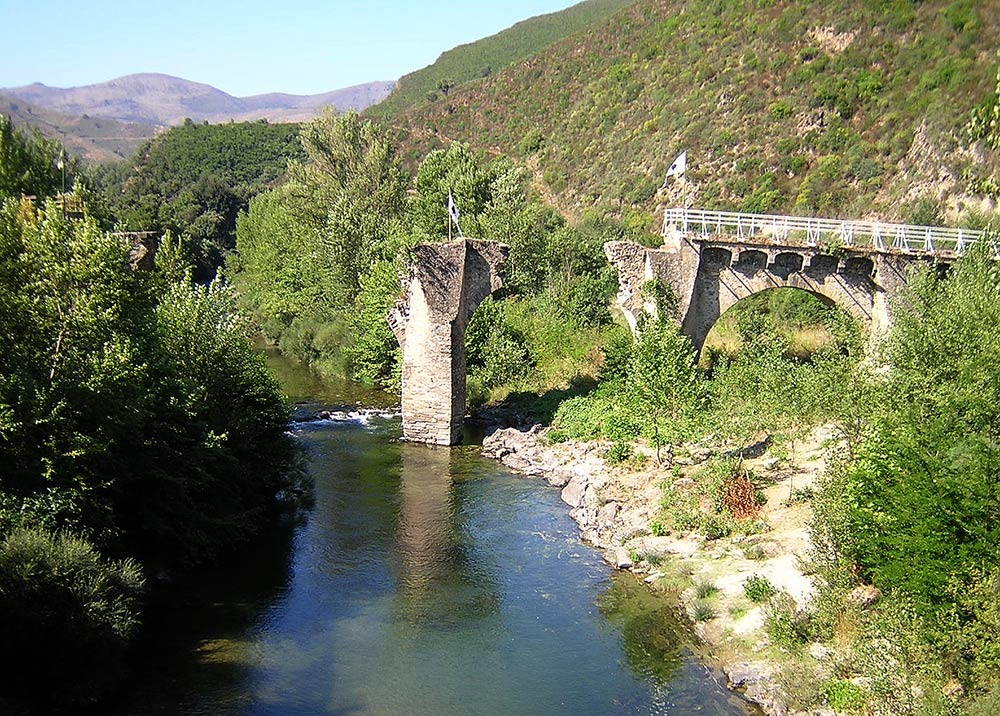
Le pont avant restauration.
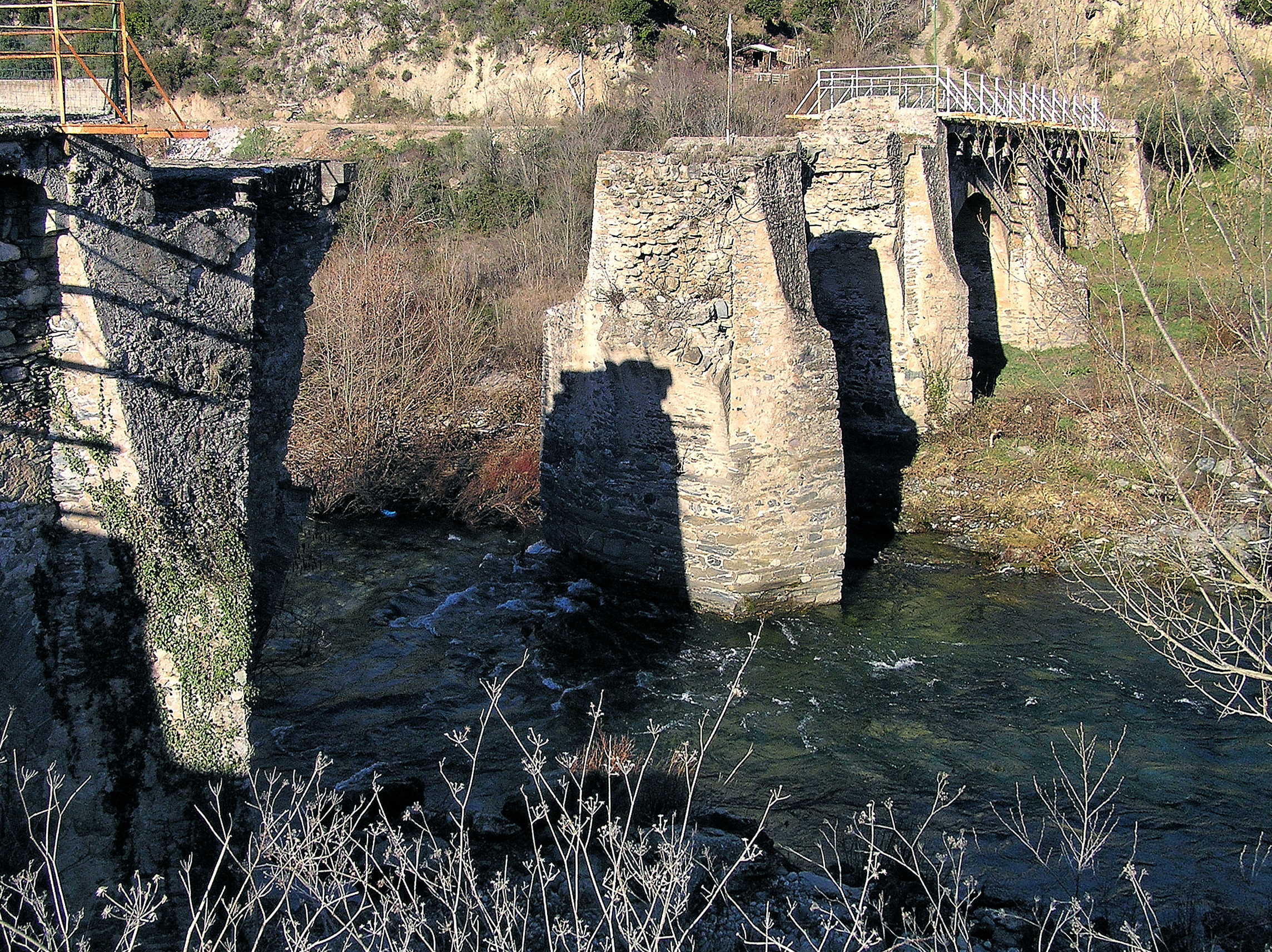
Autre vue du pont avant restauration.
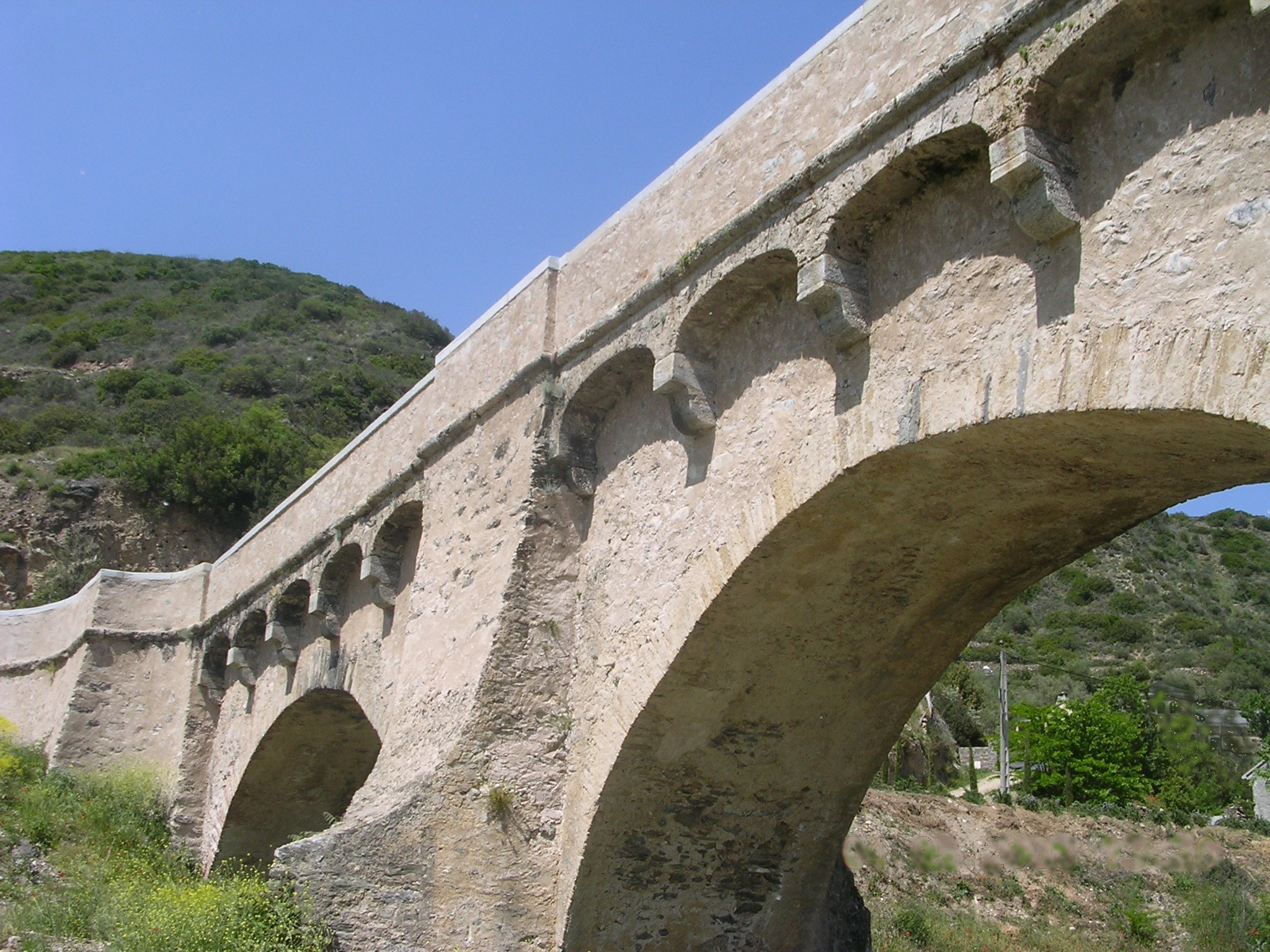
Détail des arcatures portant le parapet.
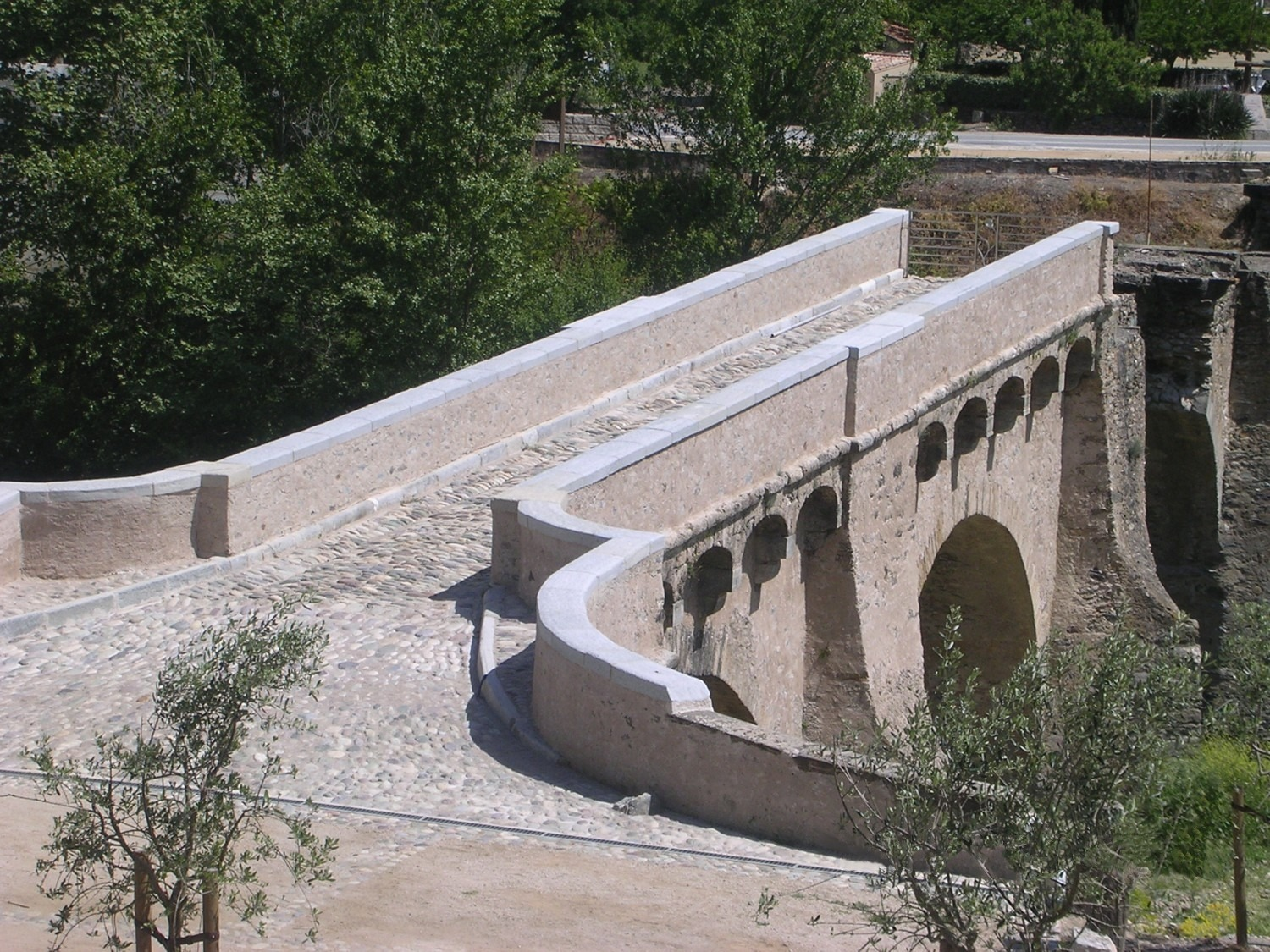
A ricciata : Vieux pavement en calade de galets.

##### Autres
- Monument aux morts
  - Monument  aux morts à Baranciasche, érigé sur le parvis de l'église Sainte-Marie
  - Monument aux morts à Ponte-Novu, à l'intersection de la RN 193 et de la D 15a
- Vestiges du château médiéval d'U Pinzu des marquis de Massa, qui a donné son nom à la commune actuelle.

#### Architecture sacrée

##### ÉgliseSaint-Thomasde Pastoreccia

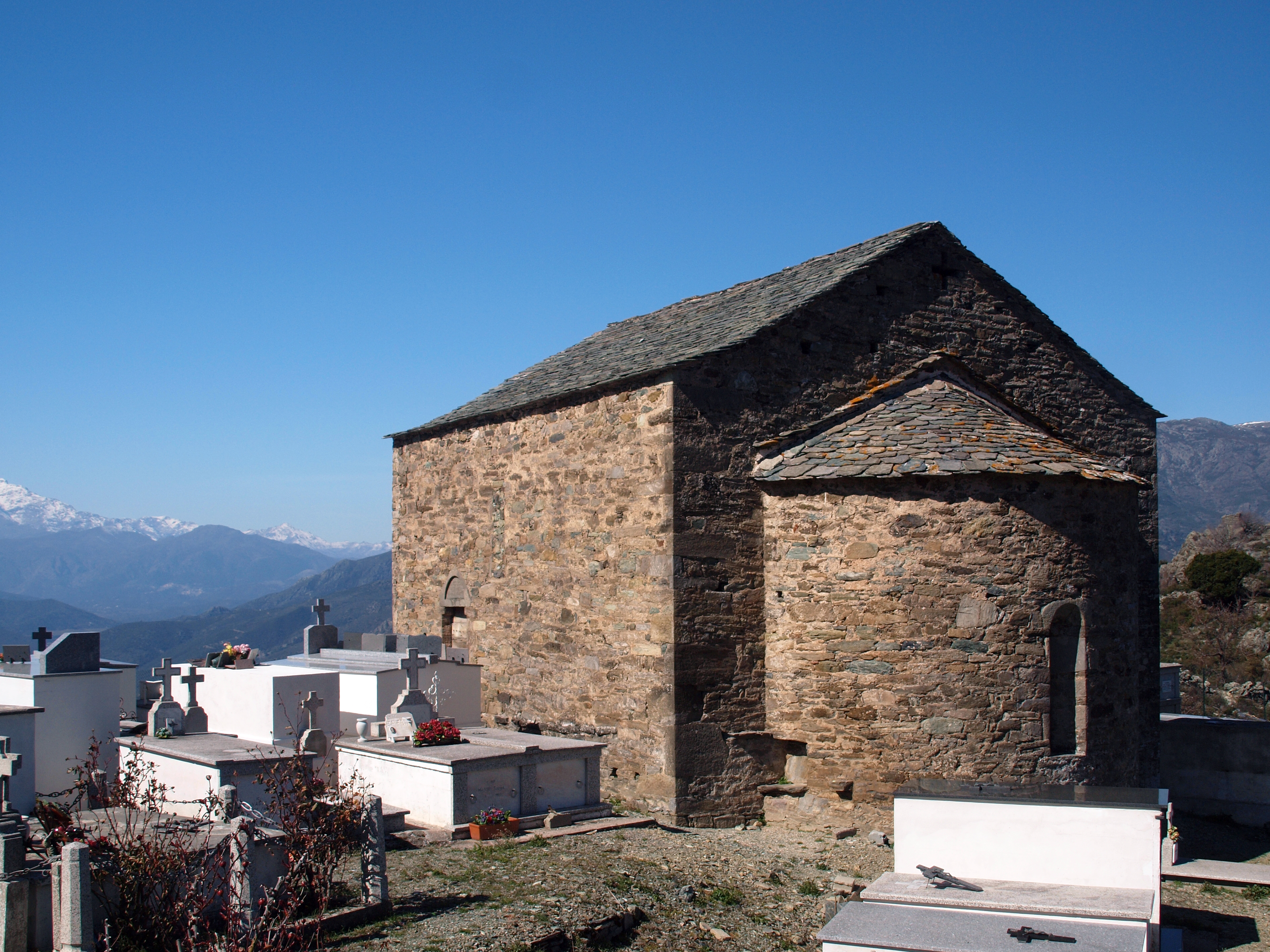
Santumasgju di Pastureccia.

San Tumasgiu di Pastureccia est une église de style roman (1470), de plan simple, constituée d'une nef unique prolongée d'une abside semi-circulaire. Comme dans la grande majorité, la nef est orientée sur un axe est/ouest, l'abside à l'est. Ici, le portail est situé sur la façade latérale sud ; il est formé d'une simple porte surmontée d'un tympan monolithe triangulaire aux angles latéraux tronqués et dont la partie centrale évidée est gravée des chiffres romains MCCCCLXX suivis de caractères latins, texte traduit ainsi : « le 22 juin 1470, dédiée à saint Thomas Major, seigneur sauveur des hommes». « En 1933, une restauration désastreuse, due à l'architecte des Monuments Historiques, a eu pour résultat l'effondrement de la vieille charpente et la démolition par dynamitage de la moitié de l'église. Fort heureusement, les éléments qui en réchappèrent donnent une idée de la haute technique des artistes du XVe siècle. ».
Des fenêtres-meurtrières sont sur toutes les façades, dont trois sur la façade occidentale. Dans la partie supérieure de la façade orientale, une petite ouverture en forme de croix grecque, anime la façade et donne un peu de lumière à l'abside.

L'église sans clocher, a une couverture de lauzes (teghje). L'appareillage des murs nus et dépouillés, à base de pierres de schistes et calcschistes taillées, est d'une facture soignée. Les murs enduits et les toits de teghje attestent d'une restauration récente de l'édifice.
À l'intérieur, une partie des murs latéraux et tout l'abside sont décorés de fresques.
L'église isolée, au milieu d'un cimetière, est pourvue d'une ancienne arca.
San Tumasgiu était l'église piévane. Le transfert de la paroisse à l'église San Stefanu d’Aiti, a lieu à la fin du XVe siècle.
L'église est classée Monument historique par arrêté du  26 avril 1927.
Elle renferme deux œuvres classées :
- Un reliquaire daté du XVe siècle, d'origine locale, en bois couvert de cire de couleur marron et d'empreintes gravées en creux, laissées par des sceaux. Sur la face supérieure se trouve une empreinte de forme ovale. Les autres sont circulaires et plus petites et auraient été laissées par le sceau de l'évêque d'Accia de 1467 à 1480[23].
- Des peintures monumentales Le Christ en Majesté entouré d'anges et du Tétramorphe, L'Annonciation et saint Michel, Scènes de la Passion, Figures de saints et le Jugement Dernier, de la fin du XVe siècle[24].

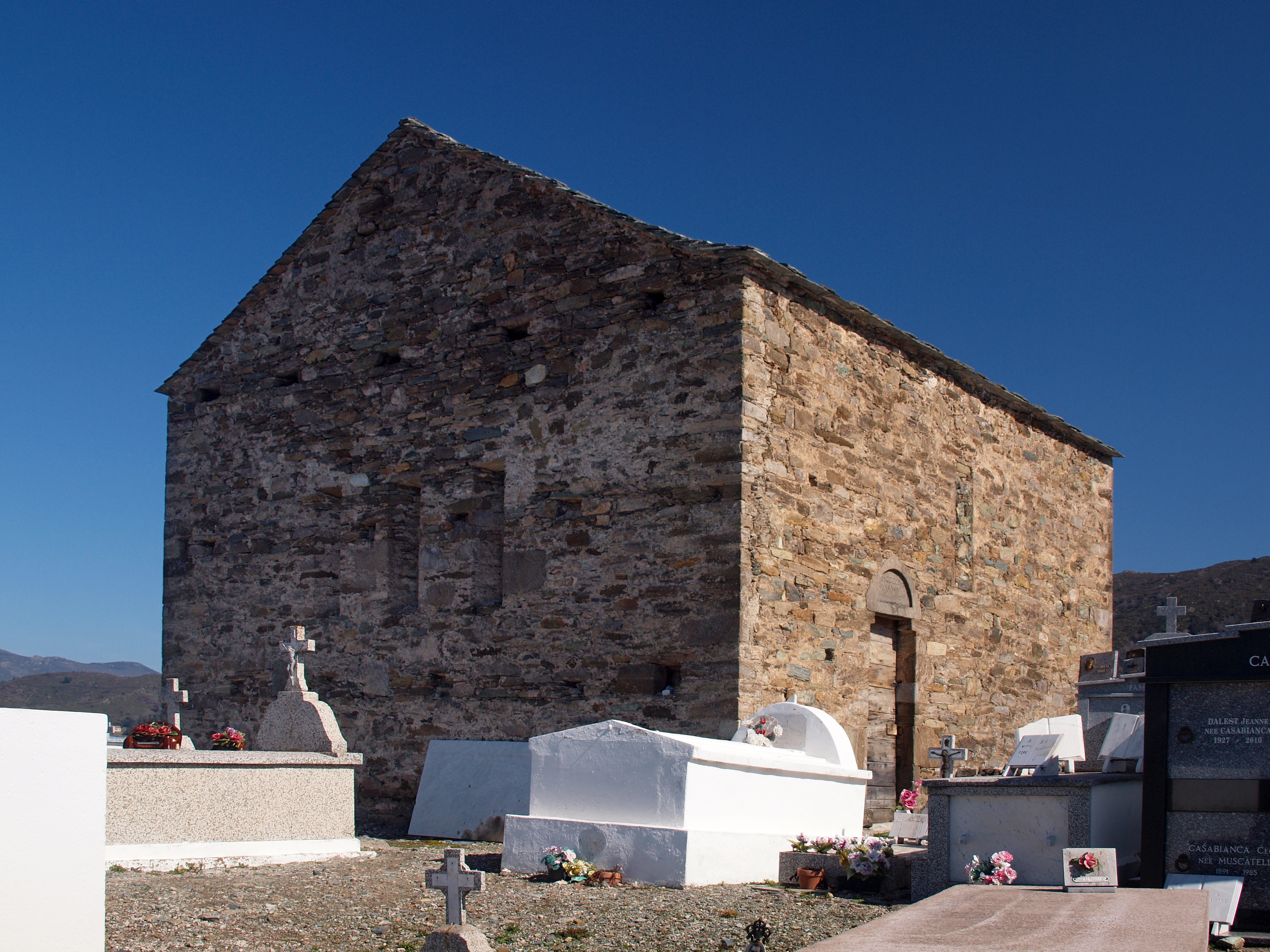
Façades occidentale et sud.
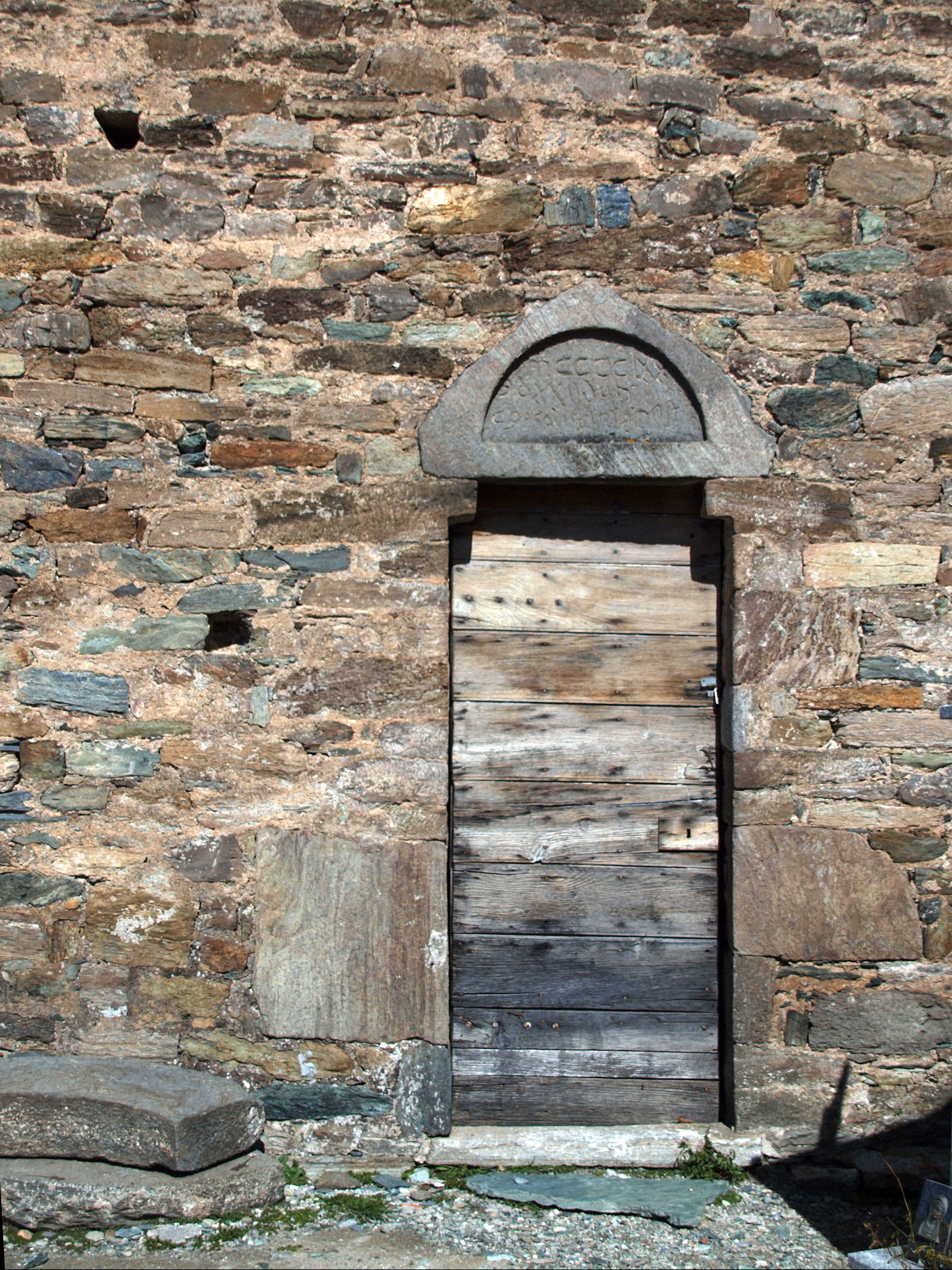
Porte latérale sud.
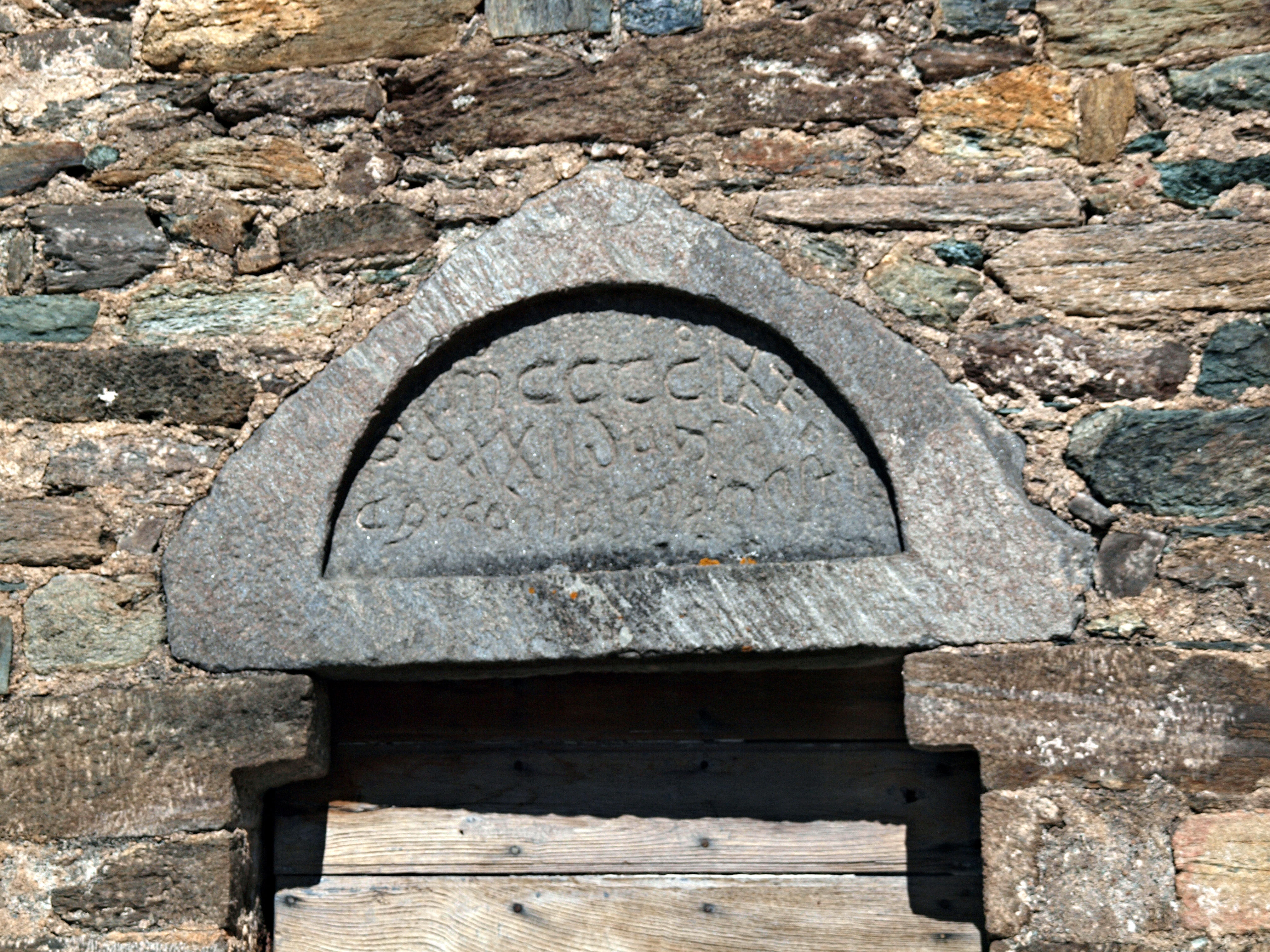
Tympan de la porte latérale sud.
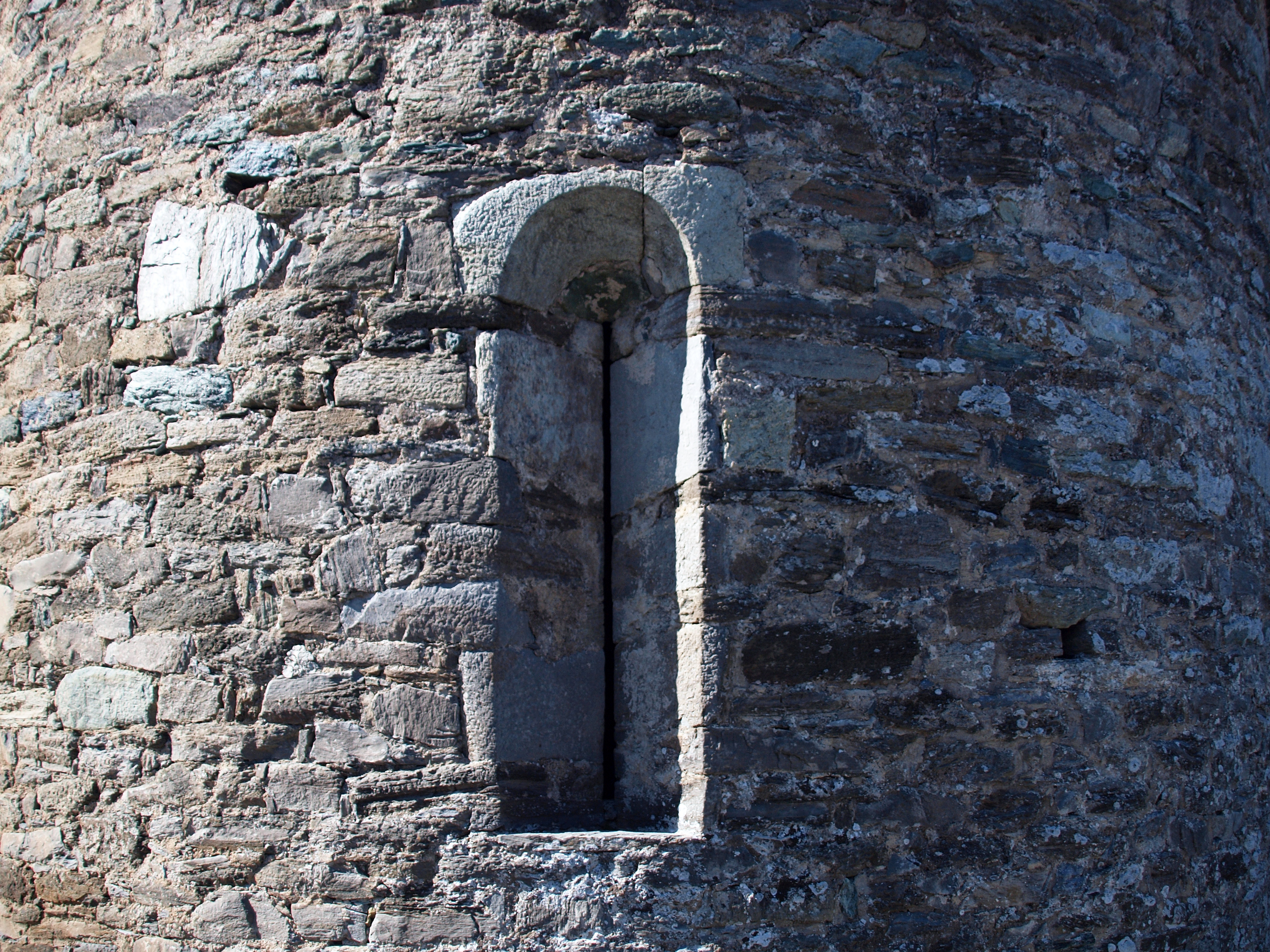
Fenêtre-meurtrière de l'abside.
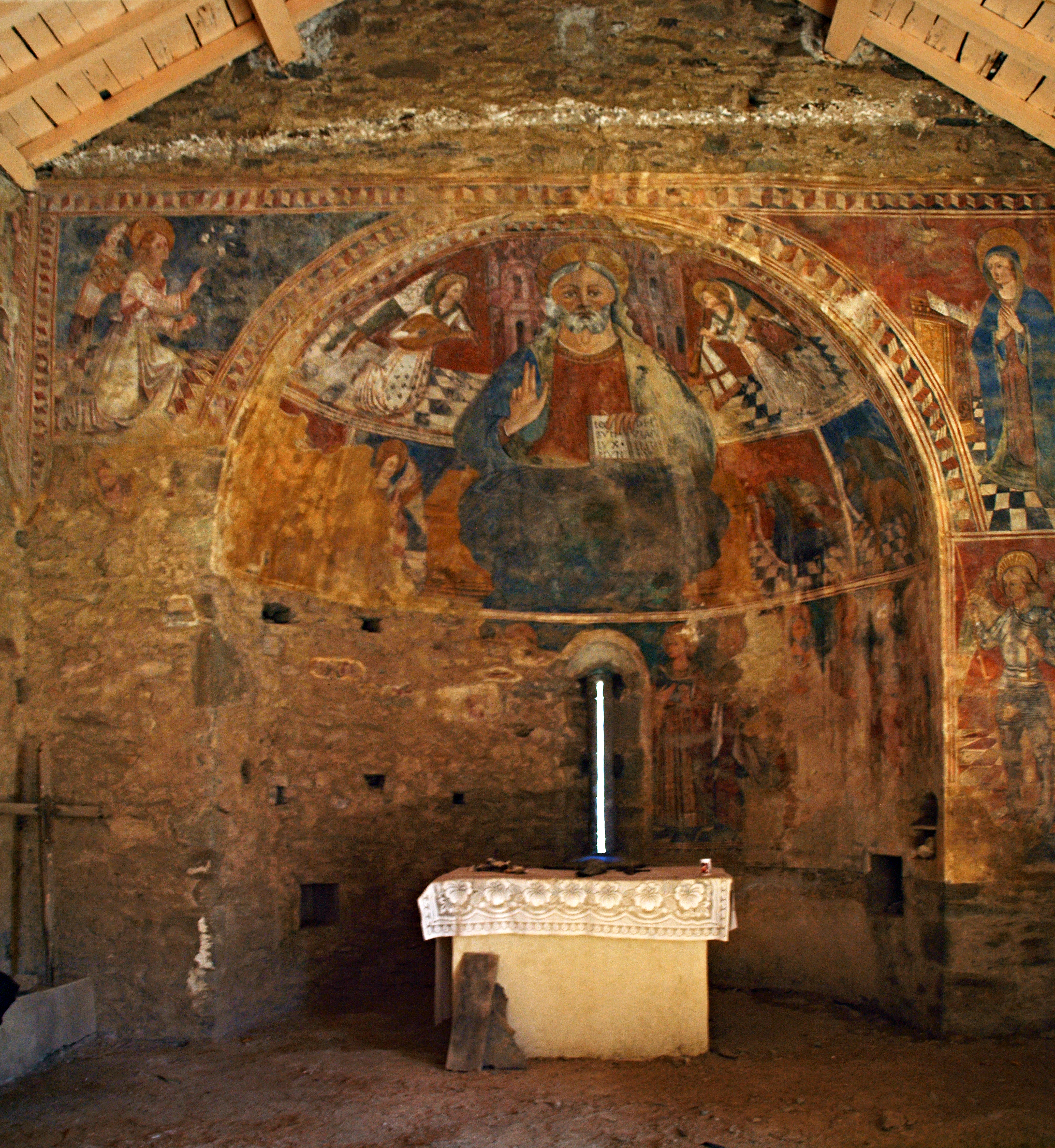
Fresques.
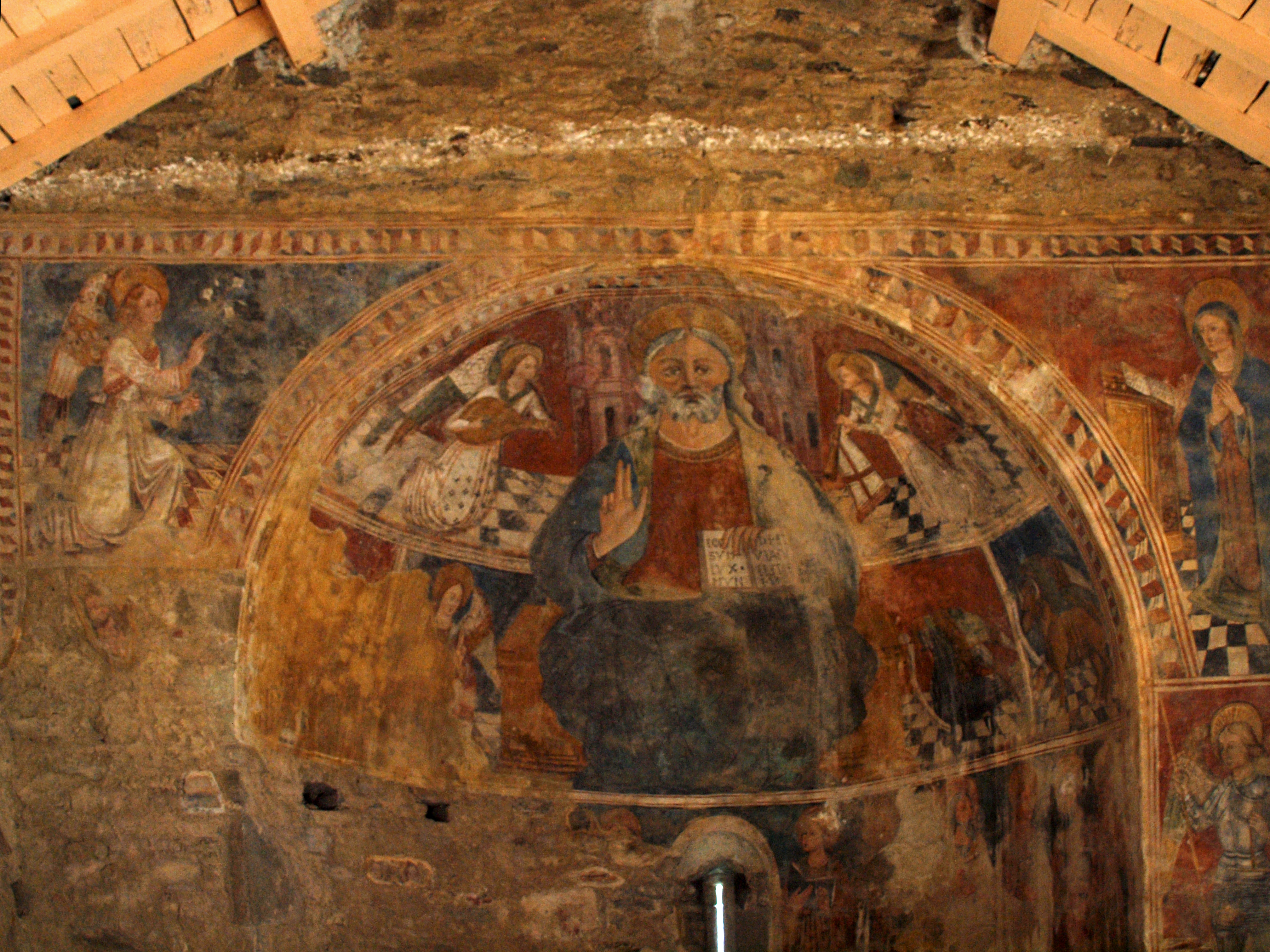
Fresques de la voûte en « cul-de-four ».
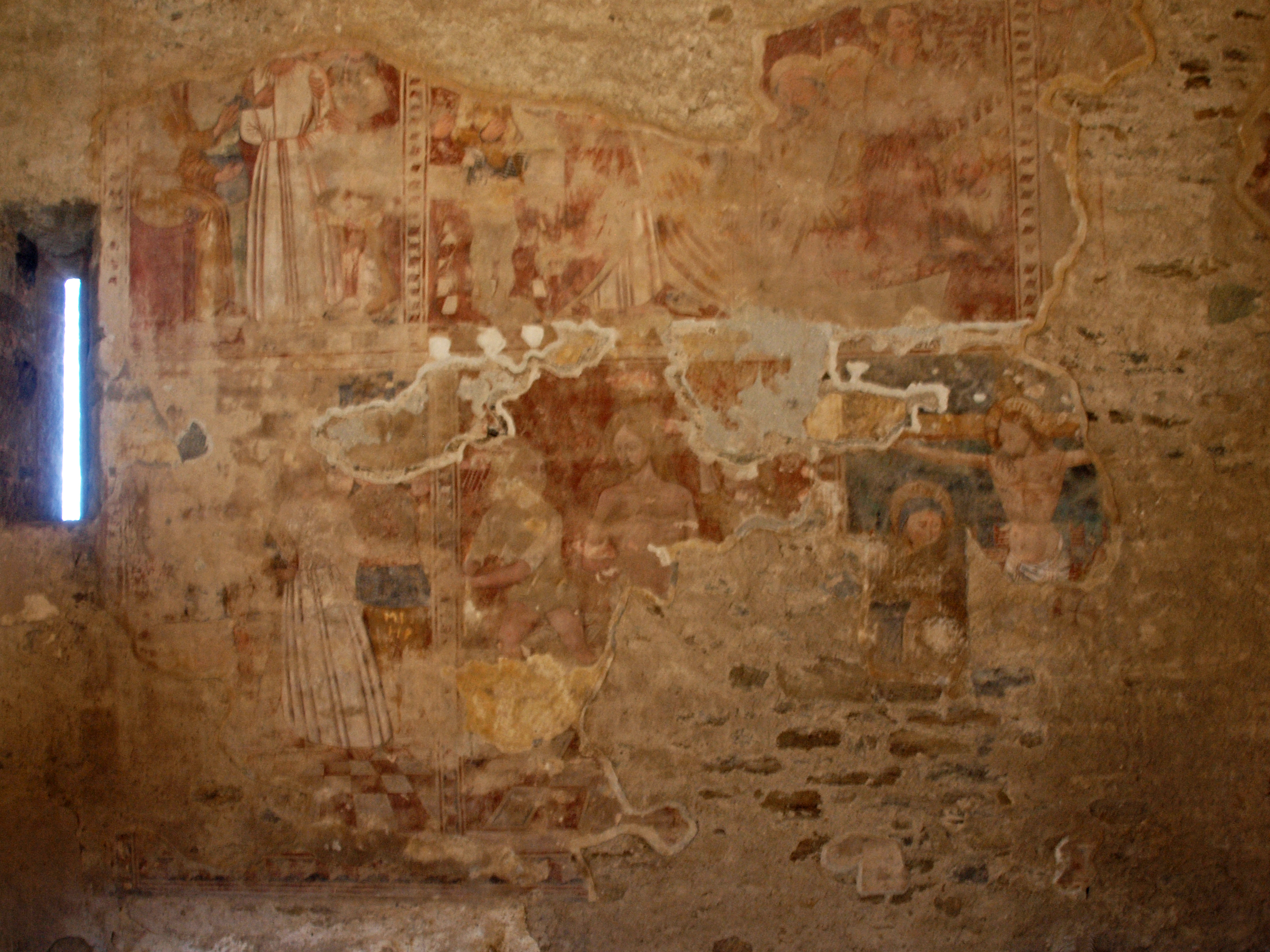
Fresques de la paroi gauche
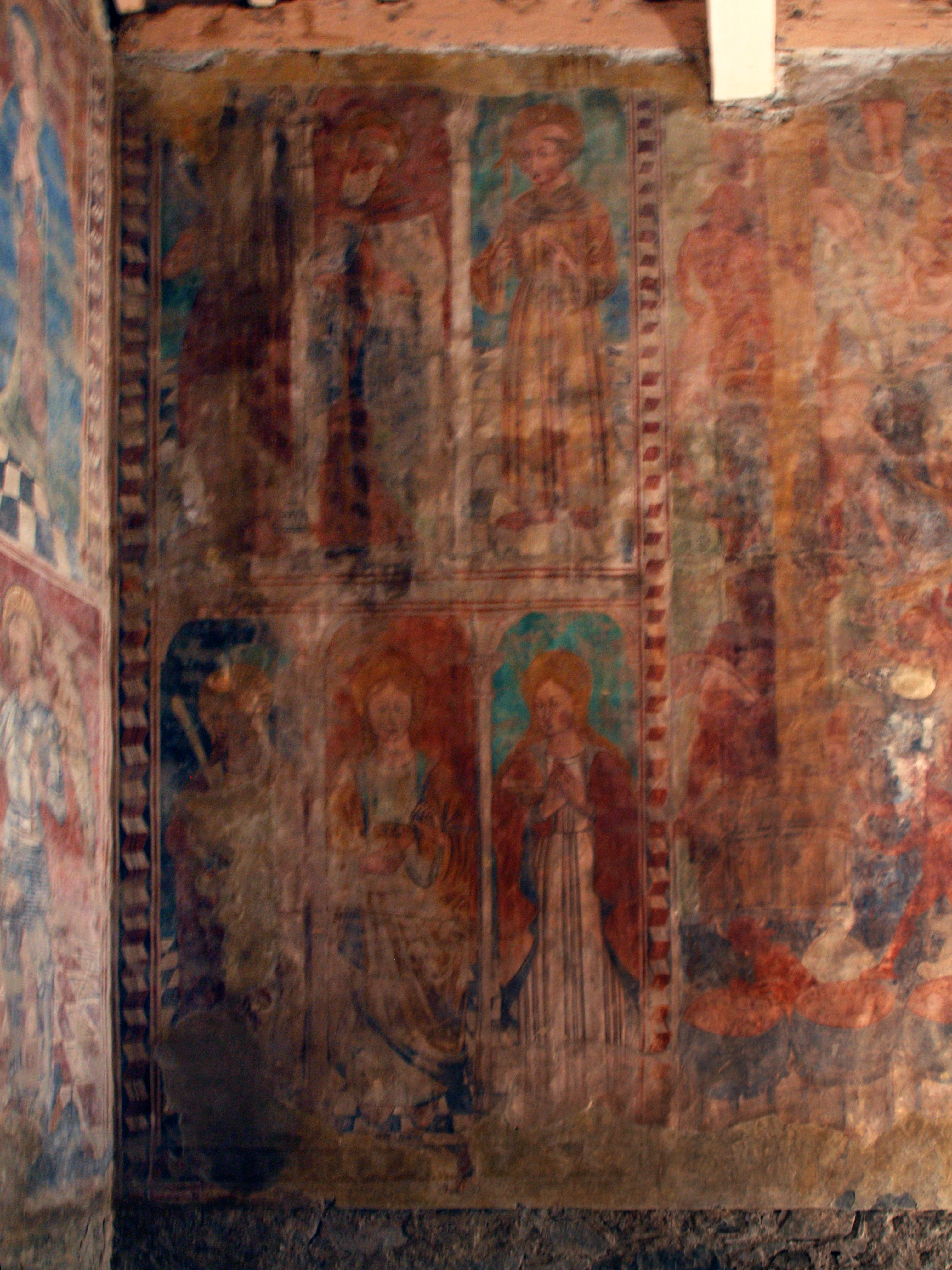
Fresques de la paroi droite.

##### Église Sainte-Marie

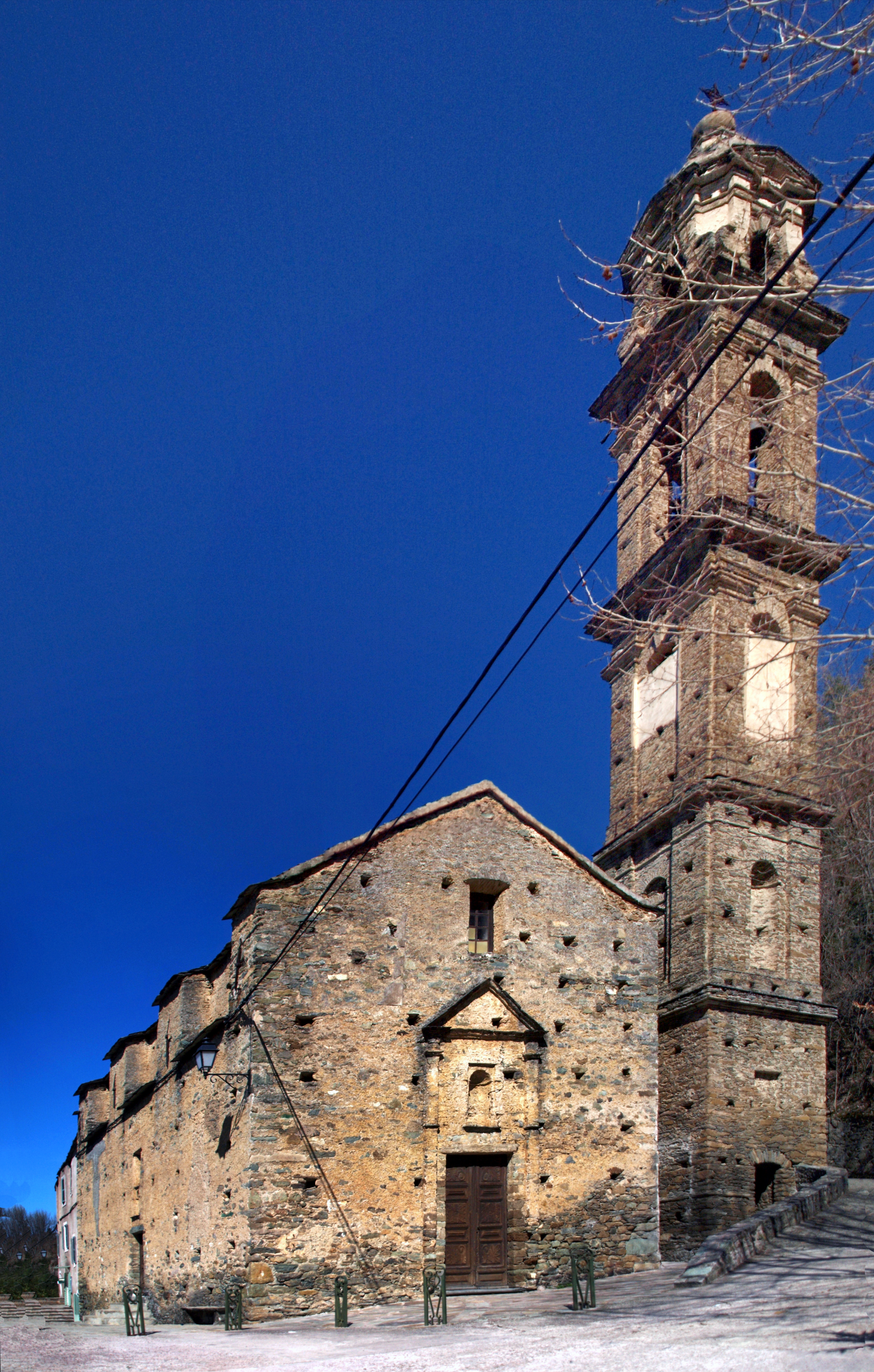
Église Sainte-Marie.

L'église paroissiale Sainte-Marie, d'architecture baroque (XVIIe siècle), est située à Baranciasche, au-dessus de la route D 15b. Un clocher haut de 4 étages en pierres apparentes, est accolé à l'église. Un petit lanternon domine l'ensemble.
Les murs sont crépis. La façade principale présentant de nombreux trous carrés de boulins pour les échafaudages, est dotée d'une remarquable porte en bois sculptée. Au-dessus, se trouve une niche sans la statue du saint patron. Le portail est entouré de deux pilastres surmontés d'un fronton triangulaire. Sous le fait, se trouve une fenêtre. Mais l'ensemble reste dépouillé.
Le parvis donne sur une petite place sur laquelle est érigé le monument aux morts de la commune.

##### Autres
- Chapelle San Lorenzo. La petite chapelle se trouve isolée dans le maquis, à environ 1,5 km de la RN 193, en contrebas de la route D 15a.
- Église de Frasso en bordure de la route D 15a en se dirigenant vers Pastoreccia. De l'autre côté de la route, se trouve un cimetière.
- Chapelle au hameau de Pianu Suttanu

### Personnalités liées à la commune
- Dionisia Valentini. Au hameau de Pastureccia il y a la maison natale de Dionisia Valentini, mère de Pasquale Paoli père de la patrie corse.
- abbé Mathieu Orsini, écrivain ecclésiastique (1802-1875).

## Héraldique
| Blason à dessiner | Blason  | Coupé crénelé de deux merlons et deux demis: au 1er de sinople à la branche de châtaignier d'argent posée en pal accostée de deux têtes de brebis affrontées du même, au 2e d'argent au pont en dos d'âne de sable de trois arches et une demie à senestre et accompagné en pointe d'un chevron alésé du même. |
| Blason à dessiner | Détails | Le statut officiel du blason reste à déterminer. |